# Classe Maine
A Classe Maine foi uma classe de couraçados pré-dreadnought operada pela Marinha dos Estados Unidos, composta pelo USS Maine, USS Missouri e USS Ohio. Suas construções começaram em 1899 e 1900 na William Cramp & Sons, Newport News Shipbuilding e Union Iron Works, sendo lançados ao mar em 1901 e comissionados entre 1902 e 1904. A Guerra Hispano-Americana de 1898 fez o Congresso dos Estados Unidos aprovar um programa de expansão naval, com o projeto dos novos navios incorporando novos avanços tecnológicos, incluindo caldeiras mais eficientes, novo processo de blindagem e uso de pólvora sem fumaça que permitiu o desenvolvimento de canhões mais poderosos.
Os couraçados da Classe Maine eram armados com uma bateria principal composta por quatro canhões de 305 milímetros montados em duas torres de artilharia duplas. Tinham um comprimento de fora a fora de 120 metros, boca de 22 metros, calado de mais de sete metros e um deslocamento carregado de quase catorze mil toneladas. Seus sistemas de propulsão eram compostos por doze caldeiras a carvão que alimentavam dois motores de tripla-expansão, que por sua vez giravam duas hélices até uma velocidade máxima de dezoito nós (33 quilômetros por hora). Os navios também tinham um cinturão principal de blindagem que ficava entre 191 e 419 milímetros de espessura.
Os navios tiveram carreiras relativamente tranquilas que envolveram principalmente treinamentos de rotina. O Maine e o Missouri começaram servindo na Frota do Atlântico Norte, enquanto o Ohio atuou na Frota Asiática no Sudeste Asiático. Os três realizaram uma volta ao mundo entre 1907 e 1909: o Missouri e o Ohio como parte da Grande Frota Branca, já o Maine independentemente depois de precisar deixar a frota por problemas nas suas caldeiras. Os três tiveram carreira sem grandes incidentes pelos seis anos seguintes. Durante a Primeira Guerra Mundial foram todos usados como navios-escola, sendo descomissionados entre 1919 e 1920 e desmontados alguns anos depois.

## Projeto

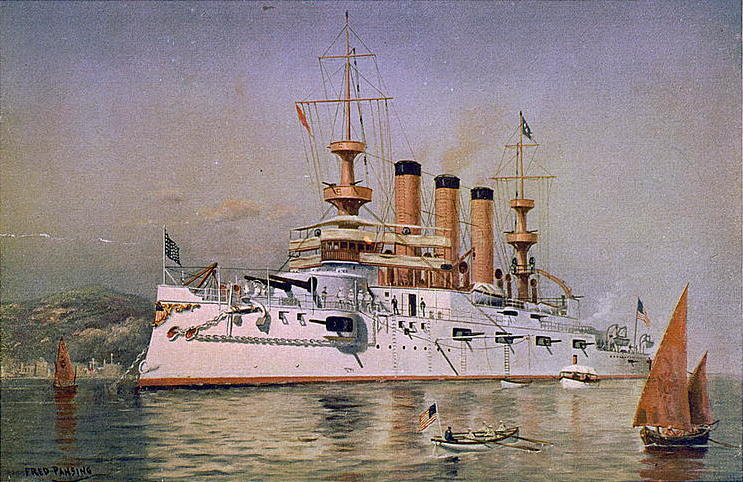
Pintura do Maine, c. 1900

Em 1897, a Marinha dos Estados Unidos tinha cinco encouraçados em construção e não havia planos de solicitar unidades adicionais para 1898. Com a destruição do cruzador blindado Maine no porto de Havana e a subsequente declaração de guerra à Espanha em 25 de abril de 1898, um grande programa de expansão naval foi aprovado no Congresso. O programa exigia três novos encouraçados, o primeiro dos quais receberia o nome do Maine destruído. O trabalho de design começou imediatamente, embora os parâmetros gerais para os novos encouraçados tenham se mostrado controversos. O Board on Construction da Marinha defendeu um projeto baseado no Iowa, sendo armado com canhões de 330, 203 e 152 milímetros, embora outros no conselho argumentassem que repetir o design da classe Illinois, que estava armado com canhões de 330 e 152 milímetros e tinha uma velocidade de dezesseis nós (trinta quilômetros por hora), economizaria tempo de construção. Além disso, apontaram que os canhões de 152 milímetros não poderiam ser incorporados dentro do limite de deslocamento.
Vários avanços tecnológicos importantes tornaram-se disponíveis nessa época, no entanto, o que exigiu várias mudanças no design. O advento da pólvora sem fumaça permitiu canhões menores com velocidades de saída maiores; a Marinha tinha, portanto, projetado um de canhão de alta velocidade calibre 40 de 305 milímetros. Além disso, a blindagem cimentada Krupp foi desenvolvida na Alemanha; o aço foi uma melhoria significativa em relação ao antigo processo Harvey. Como o aço era mais forte, uma blindagem mais fina poderia atingir o mesmo nível de proteção e, mais importante, uma economia significativa de peso. As caldeiras aquatubulares também eram agora suficientemente confiáveis para uso em navios de guerra. Estas eram mais leves e substancialmente mais eficientes do que as caldeiras flamotubulares mais antigas.
Pouco depois de os três navios terem sido autorizados, a Marinha soube que o encouraçado russo Retvizan, recentemente encomendado à William Cramp & Sons na Filadélfia, seria capaz de navegar a dezoito nós (33 quilômetros por hora), uma margem de dois nós (três quilômetros por hora) sobre o projeto do Maine. A Marinha solicitou que os estaleiros que apresentassem projetos que aumentassem a velocidade de seus navios propostos para corresponder à embarcação russa. A Cramp & Sons respondeu alongando o casco em quatro metros para aumentar sua finura (e assim reduzir o arrasto) e incorporar novas caldeiras Niclausse, enquanto a Newport News Shipbuilding & Drydock Company alongou o casco em seis metros e aumentou a potência do sistema de propulsão em sessenta por cento, para 16 mil cavalos de potência. Por fim, o design da Newport foi escolhido para os novos navios.

### Características gerais e maquinário
Os navios da classe Maine tinham 118 metros de comprimento na linha d'água e 120 metros em geral. Eles tinham uma boca de 22 metros e um calado de 7,24 a 7,42 metros. Eles deslocaram 12 560 a 13 052 toneladas conforme projetado e até 13 900 toneladas em plena carga. Os navios tinham uma altura metacêntrica de 0,72 metros. Eles tinham um convés do castelo de proa que se estendia até o mastro principal. Conforme construídos, eles foram equipados com pesados mastros militares com gáveas, mas estes foram substituídos por equivalentes treliçados em 1909. Eles tinham uma tripulação de 40 oficiais e 521 homens alistados, que aumentaram para 779–813 oficiais e alistados em atualizações futuras.
Os navios eram movidos por motores a vapor de expansão tripla com dois eixos avaliados em 16 mil cavalos indicados de potência. O vapor era fornecido por doze caldeiras Thornycroft movidas a carvão para o Missouri e Ohio e 24 caldeiras Niclausse para Maine, que eram reunidas em três funis altos no meio do navio. Os motores dos navios geravam uma velocidade máxima de dezoito nós (33 quilômetros por hora), embora o Ohio tenha feito apenas 17,82 nós (33 quilômetros por hora) em seus testes de velocidade. A capacidade normal de carvão era de 1 016 toneladas, embora o Maine pudesse transportar até 1 897, o Missouri tinha capacidade para 1 866, e Ohio poderia armazenar 2 180 toneladas de carvão. A uma velocidade de dez nós (dezenove quilômetros por hora), os navios tinham uma resistência projetada de 9 100 quilômetros, embora eles pudessem navegar por 10 480 quilômetros nessa velocidade. A capacidade significativamente maior de carvão de Ohio permitiu que ele navegasse por 12 150 quilômetros nessa velocidade. A direção era controlada por um único leme, e os navios tinham um raio de viragem de 320 metros a 10 nós.

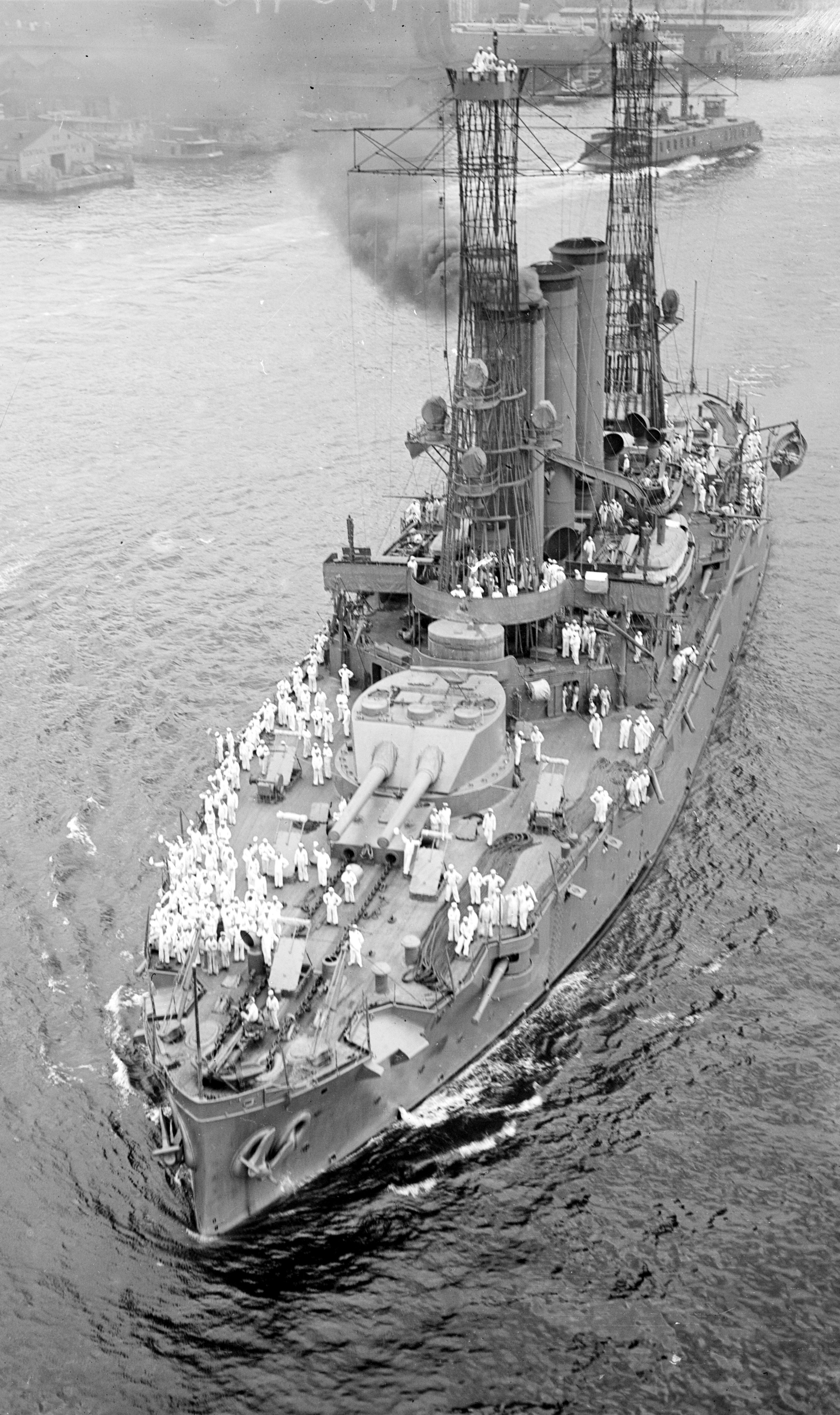
Maine em 1916

### Armamento
Os navios estavam armados com uma bateria principal de quatro canhões Mark 3 de 305 milímetros, com 40 calibres de comprimento, em duas torres gêmeas na linha central, uma à frente e outra à ré. Os canhões podiam disparar um projétil de 390 kg a uma velocidade inicial de 730 metros por segundo. As torres eram montagens Mark IV, o que exigia que os canhões estivessem na horizontal para serem recarregados. Essas montagens podiam elevar para 15 graus e baixar para -5 graus, e eram operados eletricamente, podendo ser operados de forma independente.
A bateria secundária consistia em dezesseis canhões Mark 6 de 152 milímetros, com 50 calibres de comprimento, que foram colocados em casamatas no casco. Dez foram montados em uma bateria no convés superior, mais quatro foram localizados em outra bateria diretamente acima no convés do castelo de proa e os dois últimos foram colocados em casamatas contrafeitas na proa. Eles disparavam um projétil de 48 kg a 850 metros por segundo. Para defesa de curto alcance contra barcos torpedeiros, eles carregavam seis canhões calibre 50 de 76 milímetros montados em casamatas ao longo da lateral do casco, oito canhões de 3 libras e seis canhões de 1 libra. Como era padrão para os navios capitais do período, os encouraçados da classe Maine carregavam dois tubos de torpedos de 457 milímetros, submersos em seu casco na lateral. Eles foram inicialmente equipados com o design Mark II Whitehead, que carregava uma ogiva de 64 kg e tinha um alcance de 730 metros com uma velocidade de 27 nós (cinquenta quilômetros por hora).

### Blindagem
A blindagem dos navios consistia em aço Krupp cimentado e aço Harvey. Seu cinturão blindado era 279 milímetros de espessura sobre os depósitos e espaços de máquinas e afunilava para 191 milímetros na borda inferior. O cinturão era de 216 milímetros em outros espaços e reduzia para 149 milímetros na borda inferior. O cinto estendia-se de 0,99 metros acima da linha d'água a 1,30 metros abaixo. O convés principal era de 64 milímetros de espessura e aumentava ligeiramente para setenta milímetros nos lados inclinados que o conectavam ao cinturão. O deck engrossava para 101 milímetros na popa. As torres de canhão da bateria principal tinham 305 milímetros de espessura nas laterais, e as barbetas de apoio tinham a mesma espessura de blindagem em seus lados expostos. Anteparas de 229 milímetros conectavam o cinturão com as barbetas; por trás destes, as barbetas foram protegidas com 203 milímetros de aço. Chapas de aço com 152 milímetros de espessura protegiam a bateria secundária. A torre de comando tinha 254 milímetros em seus lados com 51 milímetros de espessura no telhado.

## Construção
| Nome                 | Construtor                                  | Batimento               | Lançamento             | Comissionamento        |
| -------------------- | ------------------------------------------- | ----------------------- | ---------------------- | ---------------------- |
| USS Maine (BB-10)    | William Cramp & Sons                        | 15 de fevereiro de 1899 | 27 de julho de 1901    | 29 de dezembro de 1902 |
| USS Missouri (BB-11) | Newport News Shipbuilding & Drydock Company | 7 de fevereiro de 1900  | 28 de dezembro de 1901 | 1 de dezembro de 1903  |
| USS Ohio (BB-12)     | Union Iron Works                            | 22 de abril de 1899     | 18 de maio de 1901     | 4 de outubro de 1904   |

## Histórico de serviço

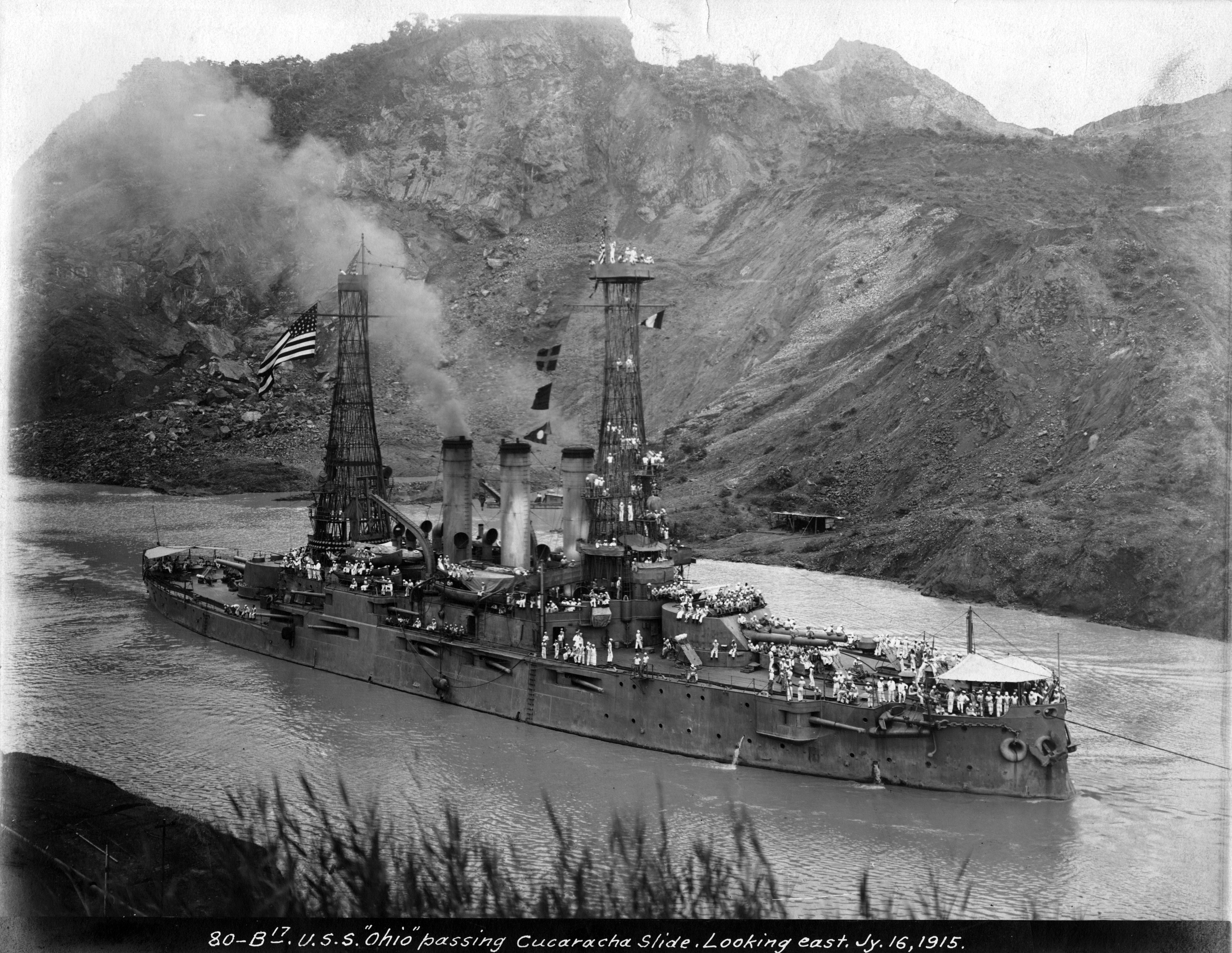
Ohio transitando pelo Canal do Panamá em 16 de julho de 1916 durante um cruzeiro de treinamento de aspirantes

Depois que Maine e Missouri entraram em serviço, eles foram designados para a Frota do Atlântico Norte, enquanto o Ohio, construído na costa oeste dos Estados Unidos, foi enviado para servir como a nau capitânia da Frota Asiática baseada nas Filipinas. Em abril de 1904, um incêndio em uma torre matou 36 homens a bordo do Missouri, mas a ação rápida de três homens evitou que o fogo atingisse os paióis e destruísse o navio, pelo qual receberam a Medalha de Honra. Em 1907, o Ohio voltou do Pacífico ocidental e juntou-se a seus companheiros de classe no que se tornou a Frota do Atlântico. Durante esse período, o Maine serviu como nau capitânia da Frota do Atlântico até ser substituído em abril de 1907.
Em dezembro de 1907, os três navios e os demais encouraçados da Frota do Atlântico partiram de Hampton Roads, Virgínia, no início do cruzeiro da Grande Frota Branca. A frota navegou para o sul, contornando a América do Sul e voltando para o norte até a costa oeste dos Estados Unidos. O Maine foi destacado devido ao uso excessivo de carvão junto com o encouraçado Alabama; os dois navios continuaram a viagem de forma independente e em um itinerário bastante reduzido. O restante dos navios cruzou o Pacífico e parou na Austrália, nas Filipinas e no Japão antes de continuar pelo Oceano Índico. Eles transitaram pelo Canal de Suez e percorreram o Mediterrâneo antes de cruzar o Atlântico, chegando a Hampton Roads em 22 de fevereiro de 1909 para uma revista naval com o presidente Theodore Roosevelt.
Nos seis anos seguintes, os navios tiveram carreiras bastante monótonas. O Missouri passou a maior parte do tempo fora do serviço ativo, apenas recomissionando para cruzeiros de treinamento de verão com aspirantes da Academia Naval dos Estados Unidos. Em 1914, o Ohio foi enviado para as águas mexicanas para proteger os interesses americanos no país durante a Revolução Mexicana. Depois que os Estados Unidos entraram na Primeira Guerra Mundial declarando guerra à Alemanha em 6 de abril de 1917, todos os três navios foram usados para treinar recrutas navais para a expansão da frota de guerra. Após a rendição alemã em novembro de 1918, o Missouri foi usado para transportar soldados americanos de volta da França, embora os outros dois navios não fossem tão empregados, já que seu curto alcance e falta de acomodações suficientes os tornariam transportes ineficientes. Os três navios permaneceram em serviço ativo muito brevemente após a guerra. O Ohio foi desativado em janeiro de 1919 com o Missouri e Maine seguindo-o em setembro de 1919 e maio de 1920, respectivamente. Todos os três navios foram vendidos para sucata, com Maine e Missouri indo para o estaleiro de demolição em janeiro de 1922 e Ohio se juntando a eles em março de 1923.